# Лейм, Хаби
Хабане «Хаби» Лейм (англ. Khabane «Khaby» Lame; род. 9 марта 2000) — итальянский видеоблогер (тиктокер) сенегальского происхождения. Стал известен своими короткими комедийными видео, в которых он саркастически высмеивает людей, усложняющих без всякой причины простые задачи. С июня 2022 года Хаби Лейм является первым по количеству подписчиков в ТикТоке.

## Биография
Хаби Лейм родился 9 марта 2000 года в Сенегале, однако в возрасте одного года переехал жить в Италию, где до сих пор и проживает. Вырос в социальном жилище в коммуне Кивассо, Италия. Он занимался лёгкой атлетикой, а также футболом и баскетболом, в средней школе он участвовал в чемпионатах по баскетболу среди юниоров.
До карьеры в Тиктоке у Хаби были финансовые проблемы — в марте 2020 года в связи с пандемией COVID-19 он потерял работу на фабрике под Турином, где работал оператором станка с ЧПУ. После этого он начал постить свои видео. 
В 2022 году включён в список Fortune 40 Under 40 и Forbes 30 Under 30. Также был членом жюри Каннского фестиваля, где оценивал короткометражные фильмы в TikTok.
В 2025 году стал послом доброй воли ЮНИСЕФ. 11 июня был задержан, после чего был вынужден уехать из США из-за просроченной визы.

## Фильмография
| Год  |   | Русское название      | Оригинальное название | Роль  |
| ---- | - | --------------------- | --------------------- | ----- |
| 2024 | ф | Плохие парни до конца | Bad Boys: Ride or Die | Камео |